# Jardin d'Erevan
Pour les articles homonymes, voir Erevan.
Le jardin d'Erevan est un jardin du 8e arrondissement de Paris.

## Situation et accès
Cet espace vert est situé sur l'esplanade d'Arménie, le long de la rive droite de la Seine, sur le cours Albert-Ier, entre le pont des Invalides et le pont de l'Alma.
Il jouxte le Monument en hommage à Komitas de David Erevantzi.
Il est desservi par les lignes 1 et 13 à la station Champs-Élysées - Clemenceau.

## Origine du nom
Ce jardin porte le nom d'Erevan, capitale de l'Arménie.

## Historique
Il est inauguré en 2009 par le maire de Paris Bertrand Delanoë et le ministre arménien des Affaires étrangères Édouard Nalbandian, en présence notamment de Charles Aznavour et Hélène Ségara.

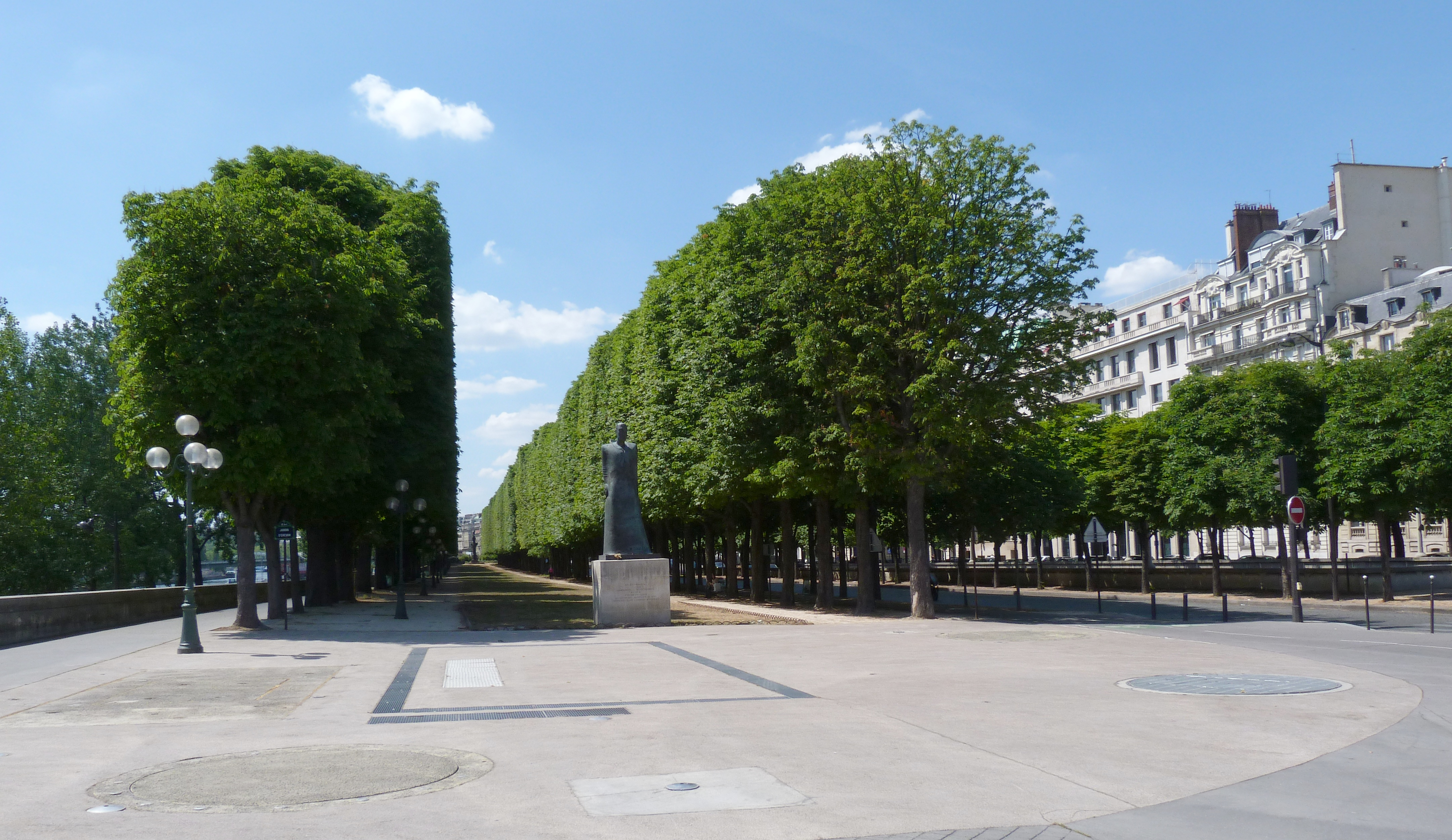
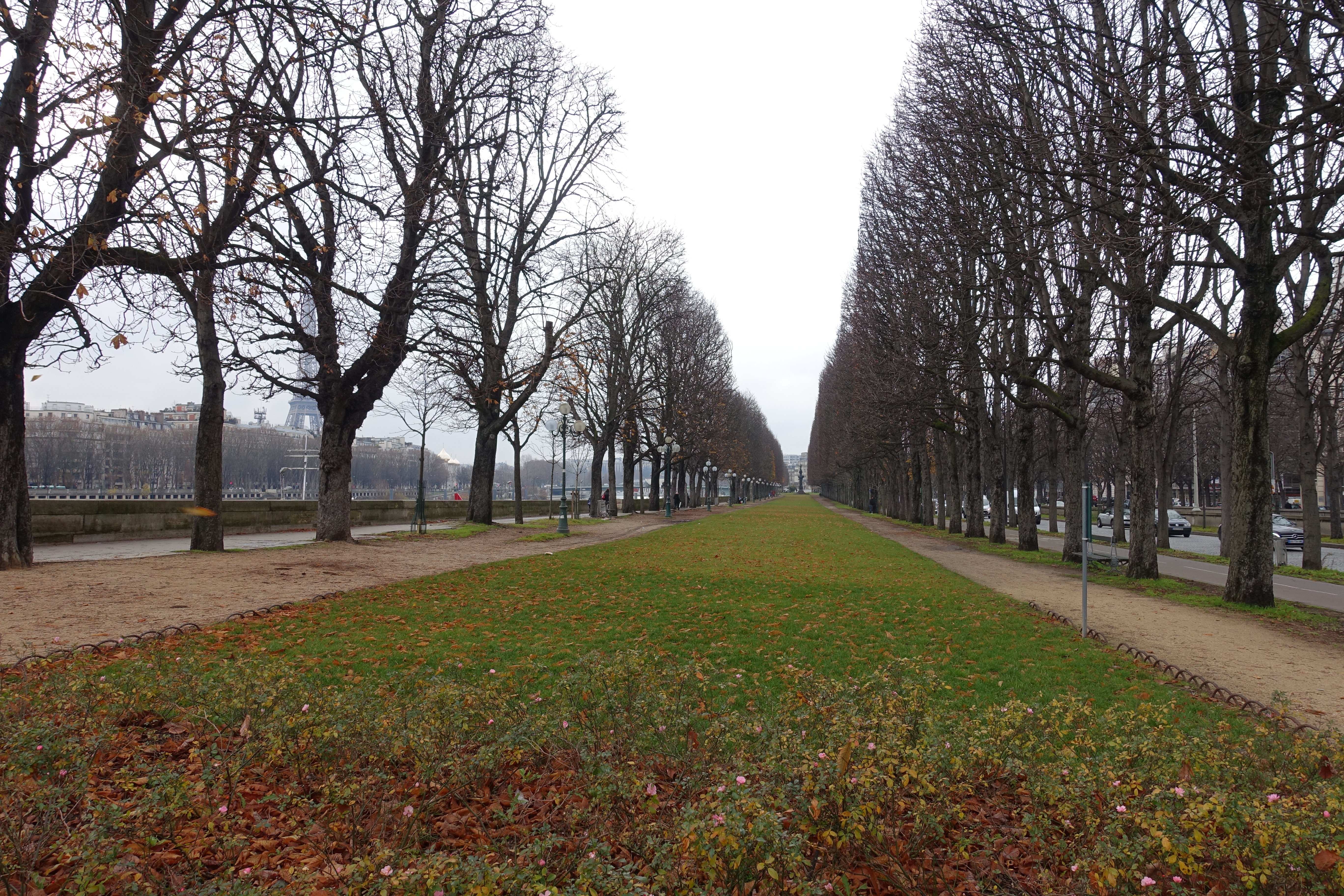